# كارثة غواصة كورسك
غواصة كورسك التي تعمل بالطاقة النووية من طراز 949A أنتي (فئة أوسكار II)، التي غرقت في حادث يوم 12 أغسطس 2000 في بحر بارنتس، خلال أول عملية كبرى مناورة بحرية روسية في أكثر من 10 سنوات، وقتل كل من كانوا على متنها وعددهم 118 فردًا. شعرت أطقم السفن القريبة بالانفجار الأولي وانفجار ثانٍ أكبر بكثير، لكن البحرية الروسية لم تدرك وقوع حادث ولم تبدأ البحث عن الغواصة لأكثر من ست ساعات. نظرًا لتعطيل عوامة الإنقاذ في حالات الطوارئ التابعة للغواصة عمدًا خلال مهمة سابقة، فقد تطلب الأمر أكثر من 16 ساعة لتحديد موقع القارب الغارق.
على مدار أربعة أيام، فشلت البحرية الروسية مرارًا وتكرارًا في محاولاتها لربط أربعة أجراس وغواصات مختلفة للغوص بفتحة الهروب الخاصة بالغواصة. انتقد رده على أنه بطيء وغير كفؤ. قام المسؤولون بتضليل الجمهور ووسائل الإعلام الإخبارية والتلاعب بهم، ورفضوا المساعدة من سفن الدول الأخرى القريبة. في البداية، واصل الرئيس فلاديمير بوتين إجازته في منتجع ساحلي في سوتشي وأذن فقط للبحرية الروسية بقبول المساعدة البريطانية والنرويجية بعد مرور خمسة أيام.  بعد يومين، فتح الغواصون البريطانيون والنرويجي أخيرًا فتحة في صندوق الهروب في المقصورة التاسعة التي غمرتها المياه، لكنهم لم يعثروا على ناجين.